# Piława Górna (gromada)
Piława Górna – dawna gromada, czyli najmniejsza jednostka podziału terytorialnego Polskiej Rzeczypospolitej Ludowej w latach 1954–1972.
Gromady, z gromadzkimi radami narodowymi (GRN) jako organami władzy najniższego stopnia na wsi, funkcjonowały od reformy reorganizującej administrację wiejską przeprowadzonej jesienią 1954 do momentu ich zniesienia z dniem 1 stycznia 1973, tym samym wypierając organizację gminną w latach 1954–1972.
Gromadę Piława Górna z siedzibą GRN w Piławie Górnej (wówczas wsi) utworzono – jako jedną z 8759 gromad na obszarze Polski – w powiecie dzierżoniowskim w woj. wrocławskim, na mocy uchwały nr 12/54 WRN we Wrocławiu z dnia 2 października 1954. W skład jednostki weszły obszary dotychczasowych gromad Piława Górna, Kośmin i Kalinów ze zniesionej gminy Piława Górna w tymże powiecie oraz Kopanica ze zniesionej gminy Zwrócona w powiecie ząbkowickim w tymże województwie. Dla gromady ustalono 27 członków gromadzkiej rady narodowej.
1 stycznia 1956 gromadę Piława Górna zniesiono w związku z nadaniem jej statusu osiedla. 18 lipca 1962 osiedle Piława Górna otrzymało status miasta.